# Kusti-Eisenbahnbrücke
Die Kusti-Eisenbahnbrücke (auch als Eisenbahnbrücke Goz Abu-Goma bekannt) ist eine Stahl-Dreh-Balkenbrücke für den Eisenbahnverkehr im Sudan über den Weißen Nil.
Die Brücke liegt im Osten der Stadt Kusti bzw. im Süden der Stadt Rabak, etwa 900 m unterhalb der 1983 gebauten Spannbeton-Straßenbrücke. Sie ist ein Teil der Bahnstrecke Khartum–Nyala (bzw. der Bahnstrecke Khartum–El Obeid), die seit dem Sezessionskrieg im Südsudan jenseits von Rabak anscheinend kaum oder nicht mehr befahren wird.
Die Brücke hat ein Bahngleis mit Kapspur und je einen Gehweg auf beiden Seiten. Sie ist insgesamt 459 m lang und besteht aus acht 48 m langen Fachwerkträgern, deren Enden jeweils auf einem Rundpfeilerpaar lagern, und der eigentlichen, 75 m langen Drehbrücke, die auf einem Mittelpfeiler drehbar gelagert ist.
Sie wurde von 1909 bis 1910 von der Cleveland Bridge & Engineering Co. im Auftrag der britischen Kolonialverwaltung des Anglo-Ägyptischen Sudans errichtet.